# Christian Democratic Party (Samoa)
Die Christian Democratic Party (CDP) war eine kurzlebige politische Partei in Samoa.

## Geschichte
Die Partei wurde im Februar 1985 von Unterstützern des ehemaligen Premierminister Tupuola Taisi Tufuga Efi gegründet.:192 Bei den Wahlen in Samoa 1985 gewann die Partei nur 15 von 47 Sitzen, konnte jedoch eine Koalitionsregierung bilden (Dezember 1985) nachdem 11 Abgeordnete der Human Rights Protection Party die Seiten wechselten, um gegen den Haushalt des damaligen Premierministers Tofilau Eti Alesana zu stimmen. Vaʻai Kolone wurde daraufhin Premierminister.:193 Während sie anscheinend eine Mehrheit in den Wahlen 1988 erringen konnte, verlor sie ihre Macht nach dem Parteiaustritt von Tanuvasa Livigisitone, der zur HRPP wechselte.
Am 8. April 1988 schloss sich die Partei mit der Samoa National Party zur Samoan National Development Party zusammen.:193

## Wahlergebnisse
| Wahl        | Stimmen | %    | Mandate |
| ----------- | ------- | ---- | ------- |
| Wahl 1985   | 2.052   | 15,1 | 16 / 47 |
| Wahl 1988 a | 2.300   | 16,4 | 24 / 47 |